# Oliver Klemet
Oliver Klemet ([ˈɔlɪvɐ ˈkleːmɛt], * 18. März 2002 in Bad Homburg) ist ein deutscher Freiwasserschwimmer. Er ist Mitglied der SG Frankfurt, trainiert aber beim SC Magdeburg unter Bundestrainer Bernd Berkhahn.
Bei den Schwimmweltmeisterschaften 2022 im ungarischen Budapest wurde er am 26. Juni mit Lea Boy, Leonie Beck und Florian Wellbrock in der 4-mal-1,5-Kilometer-Staffel Weltmeister.
Im Juli 2023 gewann Klemet bei den Schwimmweltmeisterschaften in Fukuoka im Freiwasserwettbewerb über zehn Kilometer die Bronzemedaille.
Bei den Olympischen Spielen 2024 in Paris gewann er die Silbermedaille über die zehn Kilometer im Freiwasserwettbewerb.
Bei den Weltmeisterschaften 2025 in Singapur errang er die Goldmedaille als Mitglied der 4-mal-1,5-km-Staffel – mit Celine Rieder, Isabel Gose und Florian Wellbrock.